# Last Exit to Brooklyn
«Last Exit to Brooklyn» (рус. Последний поворот на Бруклин) — второй сингл немецкой группы Modern Talking в поддержку альбома America, выпущенный 7 мая 2001 года.

## Чарты
| Чарты (2001)                    | Позиция в чарте |
| ------------------------------- | --------------- |
| Австрия (Ö3 Austria Top 40)     | 44              |
| Германия (GfK)                  | 37              |
| Poland (Music & Media)          | 10              |
| Швейцария (Schweizer Hitparade) | 94              |

## Предыстория
В творчестве Дитера Болена постоянно появлялись песни, так или иначе относящиеся к США, Нью-Йорку, Лос-Анджелесу. Сам по себе альбом America является воплощением этого творческого стремления Болена к американской культуре. В альбоме представлены песни «Last Exit To Brooklyn», «Cinderella Girl», «Witchqueen Of Eldorado», «America», «From Coast To Coast», «New York City Girl», напрямую посвящённые Американскому континенту. Однако, первый сингл альбома, «Win The Race», был успешнейшим спортивным гимном, великолепно передавшим дух гонок Формулы 1, и ознаменовавший новое направление в творчестве группы. На роль второго сингла была выбрана как раз наиболее «сильная» песня «американской» темы альбома, «Last Exit To Brooklyn».

## Запись сингла
Запись сингла проходила в Гамбурге. Песня представляет собой быструю танцевальную композицию с очень красивой мелодией и несколько тревожными и даже нервными переходами, идеально передающими ритм жизни Нью-Йорка. Аранжировка богата струнными инструментами, а также звуками сирен и шумом улиц. Впервые в творчестве группы применены яркие бэк-вокальные подпевки в куплетах песни. Кроме того, это был последний сингл, в работе над которым принимал участие рэпер Eric Singleton, активно сотрудничавший с группой в период 1998—2001 гг. Хотя многим поклонникам группы очень не нравилось это сотрудничество, американец Синглтон именно на этом сингле был очень к месту. На сингле представлены 5 вариантов песни: альбомная (вокальная), рэп-версия, длинная версия (смесь вокальной и рэп), а также 2 глубоких ремикса (вокальный и рэп, выполненные Kay Nickold с одинаковой аранжировкой), записанные заново и кардинально отличающиеся от оригинальной версии аранжировки.

## Список композиций
Сингл выпущен только в формате CD, и состоит из 5 треков:
1. «Radio Edit» 3:16
2. «Rap Version» 2:46
3. «Extended Version» 5:29
4. «Vocal Remix» 4:55
5. «Rap Remix» 4:53

## Промоушен
На песню было снято 2 видеоклипа, в вокальной и рэп-версиях. Действие клипа происходит в нью-йоркской подземке, однако, съёмки самих артистов проходили в студии в Мюнхене (ФРГ). Как такового, сюжета у клипа нет, однако настроение песни он передаёт очень хорошо. В клипе очень много действующих лиц самой разной наружности, танцующих и позирующих в метро. Также в клипе очень много красивых кадров, снятых в самом Нью-Йорке: виды на ещё существовавшие тогда башни-близнецы Всемирного торгового центра, статую Свободы, Бруклинский мост и т. д. Обложка сингла оформлена в том же стиле: Томас Андерс и Дитер Болен стоят на фоне вечернего вида на Бруклинский мост и башни-близнецы. С этим синглом группа выступала на множестве телепередач, таких как «The Dome», «Top Of The Pops», и многих других. Однако, в самой Германии песня достигла только 37 места в чартах, что является весьма скромным показателем для песни с огромным потенциалом. В других странах песня завоевала в эфирах радиостанции и музыкальных телеканалов гораздо лучшие места.